# Étienne Lauchery
Étienne (Stephan) Lauchery (* September 1732 in Lyon; † 5. Januar 1820 in Berlin) war ein französischer Tänzer, Choreograf und Ballettmeister.

## Leben
Die aus Lyon stammende Familie Lauchery kam um 1740 nach Mannheim an den Kurfürstlichen Hof. Familienoberhaupt war der 1713 geborene Tänzer Laurent Lauchery. Der Sohn Étienne war ab ca. 1750 als „Danseur et Figurantes pour l‘Opera“ in Mannheim tätig. Seit 1764 wirkte er am Hof des Landgrafen Friedrich II. (Hessen-Kassel). Ab 1772 war er wieder in Mannheim. 1788 ging er schließlich an die Königliche Oper zu Berlin, die gerade nach Umbauarbeiten des Architekten Carl Gotthard Langhans, wieder eröffnet wurde. Seit dem Ende der 1790er Jahre brachte er seine Ballette auch auf dem von August Wilhelm Iffland geleiteten „Königlichen Nationaltheater“ auf dem Gendarmenmarkt heraus. 1802 unternahm Lauchery eine Studienreise nach Paris. Étienne Lauchery war verheiratet und hatte einen Sohn, Albert, der ebenfalls Tänzer und Choreograf in Berlin war. Seine Frau Maria Vulcani war Solotänzerin. Lauchery verfasste sowohl eigenständige Balletts als auch Balletteinlagen, die üblicherweise in Opern und Singspielen gegeben wurden. Für die Einführung eines neuen dramatischen Ballettstils in Berlin um 1800 hat sich Étienne Lauchery große Verdienste erworben.
Sein Sohn Albert (1779–1853) wurde ebenfalls Tänzer und Ballettmeister in Berlin.

## Werke
Auf dem „Königlichen Nationaltheater“ wurden folgende eigenständige Werke von Lauchery aufgeführt (Auswahl)
- Apoll und Daphne. Ein kleines heroisches Ballet. UA am 9.  Oktober 1810
- Arlequin, im Schutz der Zauberey. Italienische Pantomime mit Tänzen in Drey Akten. (UA am 19. Januar 1808, bis 1814 insgesamt 57 Aufführungen)
- Arlequins Geburt. Italienische Pantomime in Drey Akten, mit untermischten Ballets vom Herrn Balletmeister Lauchery.(UA am 12. August 1808, bis 1814 insgesamt 50 Aufführungen)
- Der Blumenstrauß. Ein pantomimisches Ballet vom Herrn Balletmeister Lauchery (UA am 15. Januar 1809)
- Don Quixotte auf Gamacho’s Hochzeit (zum ersten Mal nachgewiesen 22. Mai 1798)
- Der Dorfschulmeister, ein komisch-pantomimisches Ballet vom Königl. Balletmeister Herrn Lauchery (UA am 24.  Oktober 1804)
- Die Einschiffung nach Cythere; ein heroisches Schäfer-Ballet, vom Königl. Balletmeister Herrn Lauchery (UA am 21. Dezember 1805, insgesamt sechs Aufführungen)

Neben diesen eigenständigen Werken entwarf Lauchery für mehrere Opern und Singspiele Ballette. Unter anderen für zwei Opern von Christoph Willibald Gluck:
- Iphigenia in Tauris. Eine große Oper in Vier Akten, aus dem Französischen. Uebersetzt von Hrn. Sander; komponiert vom Ritter Gluck. Die zur Handlung gehörigen Ballets sind von Herrn Lauchery (UA am 30. November 1797, bis 1814 insgesamt 44 Aufführungen)
- Iphigenia in Aulis. Lyrisches Drama in Drey Akten, nach dem Französischen des Bailly du Rollet, und nach der Musik des Ritters Gluck, übersetzt von J. D. Sander. Die zur Handlung gehörigen Ballets sind vom Königlichen Balletmeister Herrn Lauchery (UA am 25.  Dezember 1809, bis 1814 3 Mal)